# 오다 나가마사 (아즈치모모야마 시대)
오다 나가마사(織田長政)는 에도 시대 초기부터 전기까지의 다이묘이다. 야마토 가이주번 초대 번주. 오다가 나가사마류 시조. 별병은 쇼조(荘蔵), 은거 후의 이름은 도사이 혹은 보쿠사이(ト斎)로 오다 나가마스의 4남이다.
| 전임 (오다 나가마스) | 제1대 오다씨 단조노조 분가 나가마사류 당주 1615년 ~ 1659년 | 후임 오다 나가사다 |

|  | 제1대 가이주번 번주 1615년 ~ 1659년 | 후임 오다 나가사다 |